# ألبرت فرانسيس بليكسلي
ألبرت فرانسيس بليكسلي (بالإنجليزية: Albert Francis Blakeslee)‏ (9 نوفمبر 1874 - 16 نوفمبر 1954) عالم نبات أمريكي ومن المعروف عنه انه ساهم بأبحاثه على نباتات جيمسنويد السامة والجنسية من الفطريات. وكان شقيق عالم الشرق الأقصى جورج هوبارد بليكسلي، الذي كان قد درس أيضا في ألمانيا في جامعة لايبزيغ في عام 1902.

## روابط خارجية
- ألبرت فرانسيس بليكسلي على موقع الموسوعة البريطانية (الإنجليزية)
- إدموند وير سينوت (1959). Albert Francis Blakeslee 1874–1954: a Biographical Memoir (PDF). National Academy of Sciences. مؤرشف من الأصل (PDF) في 2020-02-11.